# Блен (Сена и Марна)
Блен (фр. Blennes) насеље је и општина у Француској у региону Париски регион, у департману Сена и Марна која припада префектури Фонтенбло.
По подацима из 2011. године у општини је живело 566 становника, а густина насељености је износила 24 становника/km². Општина се простире на површини од 20,29 km². Налази се на средњој надморској висини од 120 метара (максималној 162 m, а минималној 98 m).

## Демографија
| 1962. | 1968. | 1975. | 1982. | 1990. | 1999. | 2011. |
| ----- | ----- | ----- | ----- | ----- | ----- | ----- |
| 374   | 321   | 279   | 261   | 331   | 477   | 566   |

График промене броја становника у току последњих година